# Fabio Marchese Ragona
Fabio Luca Marchese Ragona (Milano, 23 dicembre 1982) è un giornalista italiano.
È vaticanista di Mediaset e coautore con Papa Francesco della prima autobiografia del Pontefice. 

## Biografia
Nato a Milano ma cresciuto a Canicattì (AG), Fabio Marchese Ragona ha iniziato la sua carriera come collaboratore di alcune tv locali siciliane. Dopo la laurea triennale in Scienze e tecnologie della comunicazione, presso la facoltà di Scienze della comunicazione dell'Università degli Studi di Roma "La Sapienza", ha conseguito presso lo stesso ateneo la laurea specialistica in editoria, comunicazione multimediale e giornalismo con una tesi dal titolo "La comunicazione della Guardia svizzera pontificia in occasione dei 500 anni del corpo". Dopo la laurea specialistica ha frequentato il master in giornalismo del Campus multimedia dell'Università IULM di Milano.

### Televisione
Nel 2005 muove i primi passi in Rai, dove segue i funerali di Giovanni Paolo II e l'elezione di papa Benedetto XVI per la trasmissione di Rai 2, "Sulla via di Damasco". Successivamente, a partire dal 2007, inizia a collaborare con la redazione milanese del Tg5.
Nel dicembre 2008 viene chiamato a Studio Aperto dal direttore Giorgio Mulé. Nel maggio successivo ha realizzato un'intervista al Comandante della Guardia svizzera pontificia Daniel Rudolf Anrig, durante la quale il Colonnello Anrig ha aperto alla possibilità di ammettere anche le donne nel corpo pontificio, possibilità che ha conosciuto opposizioni e critiche, venendo infine abbandonata.
Nel 2010, chiamato da Mario Giordano, passa a NewsMediaset, testata Mediaset che fornisce servizi giornalistici ai telegiornali del gruppo. Segue per i tg del biscione il primo scandalo Vatileaks, le dimissioni di Benedetto XVI e il conclave del marzo 2013 che ha eletto papa Francesco. Con Giordano collabora anche alla stesura dei volumi editi da Mondadori Sanguisughe (nel 2011), Spudorati (nel 2012) e Tutti a casa (nel 2013).
Nel 2014, per volontà del direttore Alessandro Banfi, diventa curatore e conduttore della rubrica di TGcom24 Stanze Vaticane e realizza per Mediaset, il documentario "Il Sorriso di Karol"", in occasione della canonizzazione di Giovanni Paolo II
Nell'ottobre 2017 viene chiamato dal direttore Paolo Liguori a Tgcom24 come coordinatore centrale del canale.
Nell'aprile 2019 torna a NewsMediaset, testata diretta da Andrea Pucci, con il ruolo di vaticanista per Tg5, Tg4, Studio Aperto e Tgcom24.
Di notevole rilevanza è la sua intervista a papa Francesco, realizzata per Mediaset e andata in onda il 10 gennaio 2021 in prima serata su "Speciale TG5, totalizzando 5 milioni e 404 mila telespettatori con uno share del 19,05%. L'intervista, nel settembre del 2021, è stata inserita all'interno del libro di papa Francesco "Oltre la tempesta. Riflessioni per un nuovo tempo dopo la pandemia".
Sempre nel 2021, ha realizzato lo speciale Tg5 "Francesco e gli invisibili - Il papa incontra gli ultimi", con la partecipazione del Pontefice e trasmesso il 19 dicembre su Canale 5.. Il docu-film è stato seguito da quasi 3 milioni di telespettatori.
Nel dicembre del 2022 ha intervistato nuovamente in esclusiva papa Francesco per lo speciale di Canale 5 dal titolo "Il Natale che vorrei - Parla Papa Francesco". L'intervista ha totalizzato uno share del 13,92% con 2.809.000 telespettatori, toccando picchi di 3.155.000 telespettatori.

### Carta stampata
Dal marzo 2013 collabora, sempre per i temi vaticani, con il quotidiano Il Giornale.
È stato collaboratore del settimanale Panorama (dal 2009 al 2017) occupandosi principalmente di Vaticano, del settimanale L'Espresso e della rivista "Magazine" del Corriere della Sera.
Dal febbraio 2021 cura una rubrica sui manifesti cinematografici sul mensile Best Movie. Si era già occupato dello stesso tema, dal novembre 2007 al luglio 2019, per il mensile di cinema Ciak, curando la rubrica "Storie di locandine".
Per Il Giornale e per il settimanale Panorama nell'agosto 2013 si è occupato della nomina pontificia della pr Francesca Immacolata Chaouqui, rendendo pubblici alcuni tweet compromettenti apparsi sul profilo della donna. Articoli che finiranno al centro delle polemiche, fino all'arresto e alla condanna del tribunale vaticano, nel 2016, della giovane pr calabrese, nell'ambito del processo sul secondo scandalo Vatileaks.
Lo stesso Marchese Ragona, per quegli articoli, finirà al centro delle cronache, dopo l'inchiesta a carico di Chaouqui della Procura di Roma (inchiesta successivamente archiviata) per presunta induzione alla concussione.
Nel dicembre 2017 ha realizzato per il settimanale Panorama un'intervista in carcere a Gaetano Puzzangaro, uno dei quattro killer mafiosi del magistrato canicattinese Rosario Livatino. Nel colloquio, Puzzangaro ha dichiarato: "Oggi mi farei ammazzare piuttosto che rifare ciò che ho fatto, ho testimoniato per la causa di beatificazione di Livatino perché era doveroso, ma il mio più grande rammarico è non aver avuto il coraggio di chiedere scusa ai suoi genitori quando erano vivi. Oggi lo prego ogni domenica a Messa, la mia è una seconda conversione, un pentimento interiore".

## Curiosità
Come rivelato nel volume Rosario Angelo Livatino. Dal martirio a secco al martirio di sangue a cura di monsignor Vincenzo Bertolone (Editrice Morcelliana, 2021), nel 2020 ha collaborato alla causa di canonizzazione del magistrato di Canicattì, rintracciando e interrogando, per conto del postulatore, uno dei quattro mandanti dell'omicidio del giudice. La testimonianza si è rivelata decisiva per il riconoscimento del martirio del magistrato.
Nel Marzo 2024, ha scritto con Papa Francesco la prima autobiografia del Pontefice, “Life - la mia storia nella storia”, pubblicata in contemporanea in 21 Paesi del mondo.

## Opere
- Potere Vaticano. La diplomazia segreta di Papa Francesco, Edizioni Il Giornale, 2016, ISBN 977-811313545-2.
- Tutti gli uomini di Francesco, Edizioni San Paolo, 2018, ISBN 978-8892213838.
- Il caso Marcinkus - Il banchiere di Dio e la lotta di Papa Francesco alle finanze maledette, Chiarelettere, 2018, ISBN 978-8832960488.
- I nuovi cardinali di Francesco, Edizioni San Paolo, 2019, ISBN 978-8892218390.
- Il mio nome è Satana - Storie di esorcismi dal Vaticano a Medjugorje, Edizioni San Paolo, 2020, ISBN 978-8892222892.
- Papa Francesco - Oltre la tempesta. Riflessioni per un nuovo tempo dopo la pandemia - A cura di Fabio Marchese Ragona, Biblioteca Universale Rizzoli, 2021, ISBN 978-8817160162.
- AA.VV - Dieci comandamenti per dieci cardinali - A cura di Fabio Marchese Ragona, Edizioni Ares, 2021, ISBN 978-8892980907.
- Luca Attanasio - Storia di un ambasciatore di pace, Edizioni Piemme, 2022, ISBN 978-8856683769.
- Esorcisti contro Satana - faccia a faccia col demonio, Edizioni Piemme, 2023, ISBN 978-8856690613.
- Papa Francesco - Life - La mia storia nella storia - con Fabio Marchese Ragona, HarperCollins, 2024, ISBN 9788830593732.

## Riconoscimenti
- Premio San Giovanni Paolo II - Diocesi di Teggiano-Policastro - 2016[16]
- Riconoscimento Giovanni Paolo II - Città di Bisceglie - 2016[17]
- Menzione speciale Premio cardinale Michele Giordano - Napoli - 2017[18]
- Premio Prestigio Professionale Iunior - Letizia Isaia - 2017[19]
- Premio Torre d'argento XXIX edizione - Città di Santa Maria di Licodia - 2018[20]
- Premio cardinale Michele Giordano VII edizione - Napoli - 2019[21]
- Premio "Avv. Vincenzo Macaluso" del Consiglio Comunale di Canicattì - 2021[22]
- Premio Nazionale Sipario d'Oro XV Edizione - Agrigento - 2021[23]
- Premio Speciale Cardinale Michele Giordano XI edizione - Napoli - 2023[24]
- Premio Internazionale Nassiriya per la pace X edizione - Marina di Camerota - 2023[25]
- Premio Biagio Agnes - XVII edizione - Roma - 2025[26]